# Surrealistic Pillow
Surrealistic Pillow – drugi album studyjny amerykańskiego zespołu rockowego Jefferson Airplane, wydany w lutym 1967 roku. Jest to pierwszy album grupy z udziałem wokalistki Grace Slick i perkusisty Spencera Drydena.
Album osiągnął 3. miejsce amerykańskiej listy przebojów Billboard 200 i został certyfikowany jako złoty album.
W 2003 album został sklasyfikowany na 146. miejscu listy 500 albumów wszech czasów magazynu Rolling Stone.

## Lista utworów
| Nr  | Tytuł utworu                  | Autorzy                     | Długość |
| --- | ----------------------------- | --------------------------- | ------- |
| 1.  | „She Has Funny Cars”          | Marty Balin, Jorma Kaukonen | 3:03    |
| 2.  | „Somebody to Love”            | Darby Slick                 | 2:54    |
| 3.  | „My Best Friend”              | Skip Spence                 | 2:59    |
| 4.  | „Today”                       | Balin, Paul Kantner         | 2:57    |
| 5.  | „Back To Me”                  | Balin                       | 5:18    |
| 6.  | „3/5 of a Mile in 10 Seconds” | Balin                       | 3:39    |
| 7.  | „D.C.B.A. 25”                 | Kantner                     | 2:33    |
| 8.  | „How Do You Feel?”            | Mastin                      | 3:26    |
| 9.  | „Embryonic Journey”           | Kaukonen                    | 1:51    |
| 10. | „White Rabbit”                | Grace Slick                 | 2:27    |
| 11. | „Plastic Fantastic Lover”     | Balin                       | 2:23    |
|     |                               |                             | 33:30   |

Opracowano na podstawie materiału źródłowego.

## Twórcy
- Marty Balin - wokal, gitara rytmiczna
- Grace Slick - wokal, flet, instrumenty klawiszowe
- Paul Kantner - wokal, gitara rytmiczna
- Jorma Kaukonen - gitara solowa
- Jack Casady - gitara basowa
- Spencer Dryden - bębny, perkusja
- Jerry Garcia - gitara, gościnnie, produkcja
- Rick Jarrard - produkcja
- David Hassinger - inżynier dźwięku
- Marty Balin - oprawa graficzna
- Herb Green - zdjęcia